# Bernardo López Piquer
Bernardo López Piquer fue un pintor español nacido en Valencia el 20 de agosto de 1799 y fallecido en Madrid el 1 de agosto de 1874. 

## Biografía
Fue hijo del pintor Vicente López y hermano del también pintor Luis López Piquer, con quien trabajó en la Catedral de Orihuela. Como su padre, se especializó en el retrato. Ingresó en la Academia de San Fernando en 1825. Gracias a la influencia paterna logró entrar a trabajar en el Palacio real. Fue un continuador del estilo de su padre, especialmente en el retrato. Ostentó los cargos de director de estudios de la Academia de San Fernando desde 1844; presidente de su sección de Pintura desde 1845 hasta 1874; pintor de cámara honorario de Isabel II en 1843 y primer pintor el 17 de febrero de 1858 hasta la revolución de 1868.

## Obras destacadas
- Retrato de la Reina Madre María Teresa de Braganza
- Retrato de María Isabel de Braganza, esposa de Fernando VII, como promotora del Museo del Prado, 1829
- Retrato de Isabel II, 1850
- Retrato de Vicente López
- San Pascual Bailón adorando la Eucaristía
- Retrato de D. Manuel Fernández Varela, Comisario General de Cruzada
- Los alabarderos José Díaz y Francisco Torán, 1842